# Ubåtsjakt
Med ubåtsjakt menas den krigföring som sker under vattenytan, då man letar efter, klassificerar och bekämpar ubåtar. Ubåtsjakten kan bedrivas av ubåtar, ytfartyg, helikoptrar och flygplan. Den huvudsakliga sensorerna är hydrofon och sonar, men även radar, FLIR och magnetometer kan användas.
Man brukar skilja på passiv ubåtsjakt eller ubåtsspaning som går ut på att bevaka ett visst vattenområde för att upptäcka och spåra eventuella ubåtar, och aktiv ubåtsjakt där en upptäckt ubåt aktivt förföljs och bekämpas med vapenmakt.
För passiv ubåtsjakt används bottenfasta hydrofoner, passiva hydrofonbojar, ubåtar och flygplan som kan avpatrullera stora vattenområden, samt hydrofonbojfartyg. Även ytstridsfartyg bedriver ubåtsspaning när de eskorterar till exempel en konvoj. För aktiv ubåtsjakt används aktiv sonar, helikoptrar och ytstridsfartyg.

## Ubåtsjakt under andra världskriget

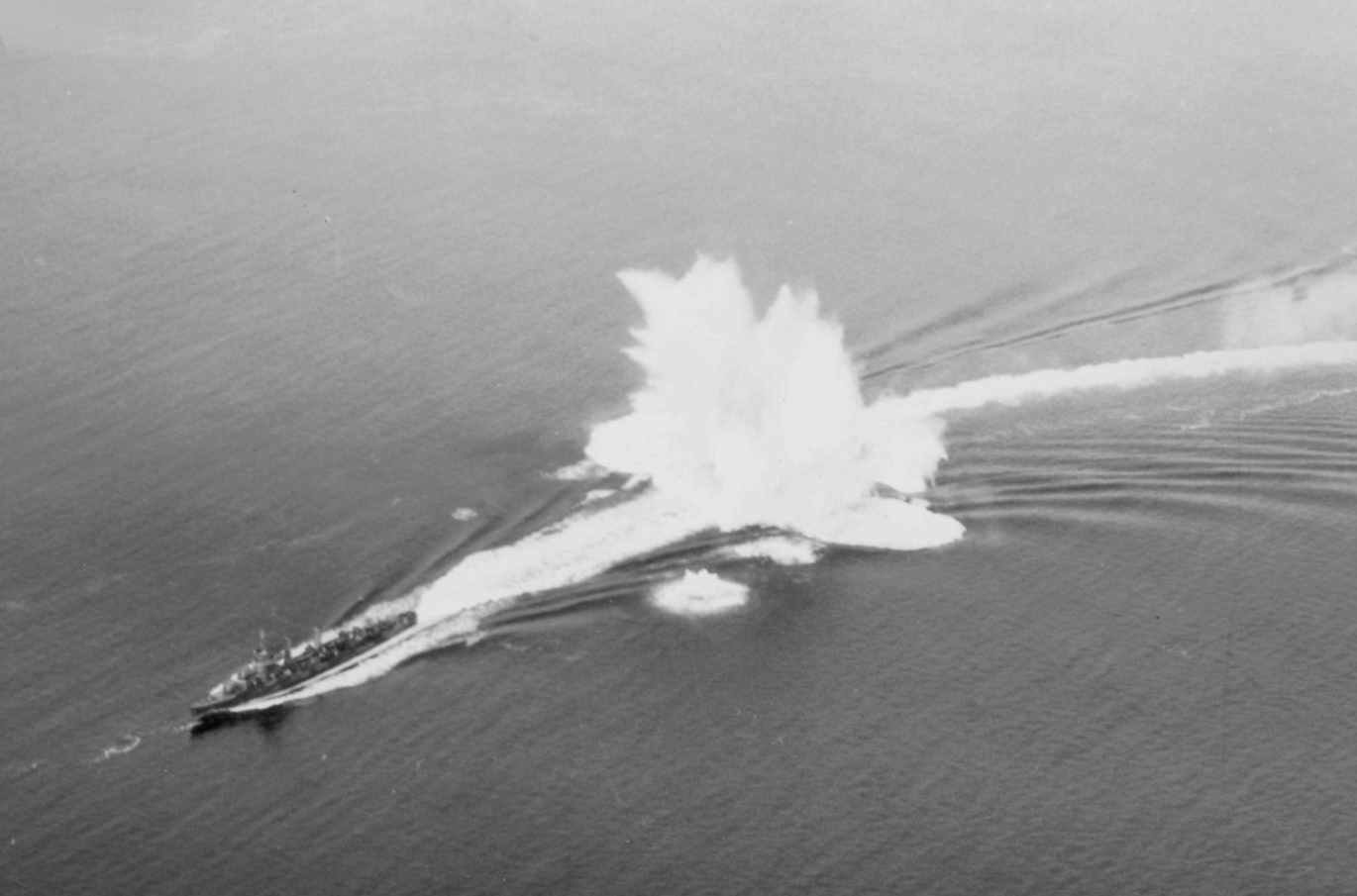
En amerikansk jagare släpper sjunkbomber mot en ubåt i Nordatlanten 1942.

Under hela andra världskriget var Storbritannien beroende av import från omvärlden, framför allt från USA, som bara kunde nå Storbritannien sjövägen. Tyskland försökte strypa importen genom ett oinskränkt ubåtskrig på Nordatlanten. Under 1942 och början av 1943 såg man nästan ut att lyckas, förlusterna i fartyg var oerhörda, men genom en allt effektivare ubåtsjakt kunde de allierade under våren 1943 vända krigslyckan. Situationen blev allt svårare för den tyska ubåtsflottan som drabbades av svåra förluster.

## Ubåtsjakt under kalla kriget
Under kalla kriget började atomubåtar användas av både USA och Sovjetunionen. Dessa hade större möjlighet än konventionella ubåtar att röra sig fritt över världshaven. Amerikanska ubåtsjaktresurser inriktades på att försvara sjöförbindelserna mellan Amerika och Europa mot ryska ubåtar och de sovjetiska ubåtsjaktresurserna inriktades på att försvara norra flottans hamnar på Kolahalvön och framför allt de kärnvapenbärande ubåtarna. Båda sidors ubåtar uppträdde redan i fredstid regelbundet i dessa områden.

## Ubåtsjakt i Sverige
Efter andra världskriget var svenska flottans ubåtsjaktresurser främst inriktade mot eskorttjänst. Detta ändrades under 1980-talet då antalet rapporterade ubåtskränkningar ökade dramatiskt efter incidenten vid Gåsefjärden i Karlskrona, då den sovjetiska ubåten U 137 gick på grund hösten 1981. Under 80-talet byggdes den svenska ubåtsjaktförmågan ut kraftigt, då marinen tillfördes resurser i form av patrullbåtar och korvetter av Stockholmsklass.
Sverige har, vid internationella övningar i bland annat Medelhavet, nått ett anseende som framstående inom ubåtsjakt, framför allt i grunda vatten där de akustiska förhållandena för ubåtsjakt är besvärliga.[källa behövs]

## Bilder

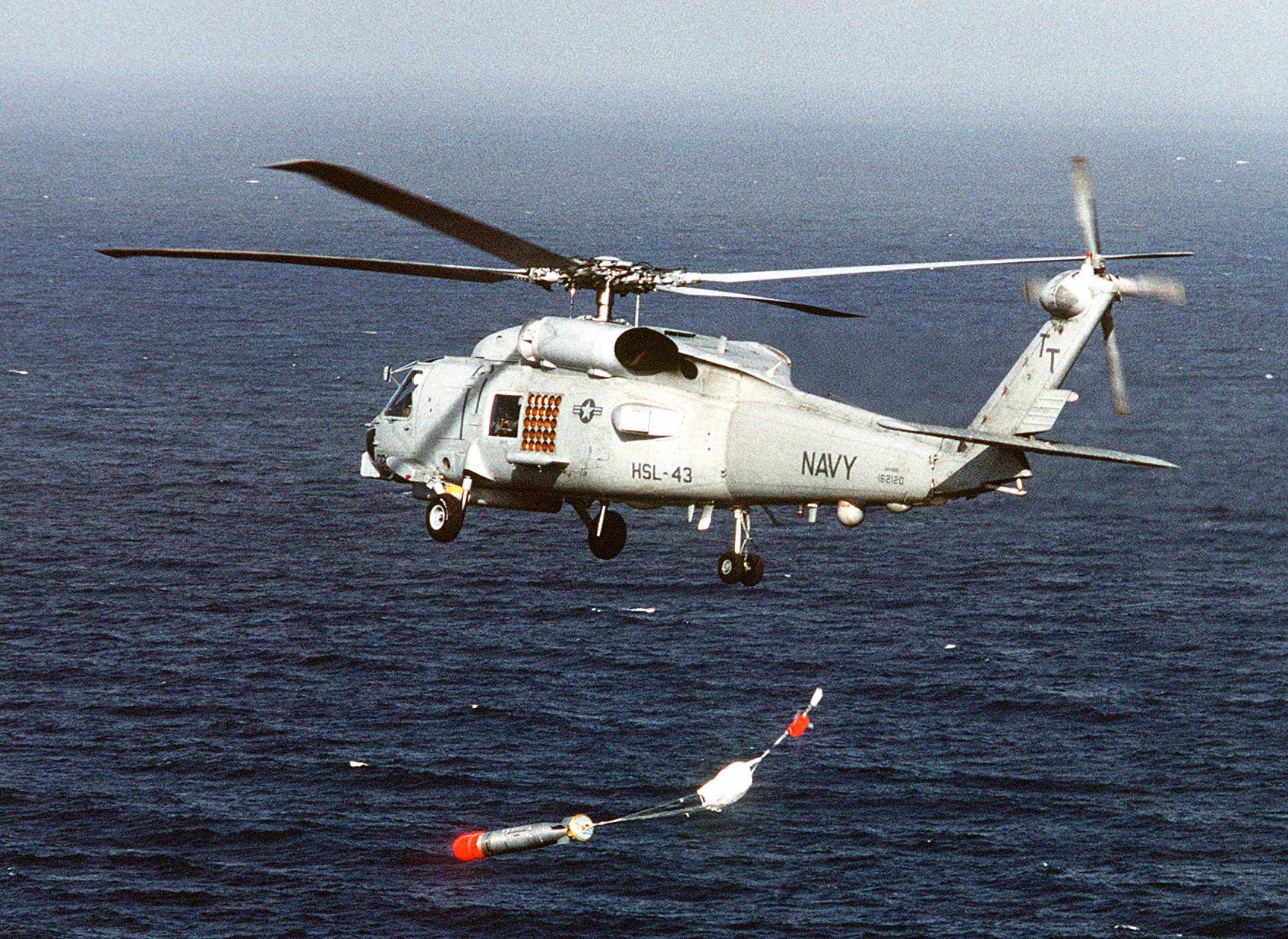
En SH-60 Seahawk-helikopter avfyrar en Mark 46 ubåtsjakttorped.
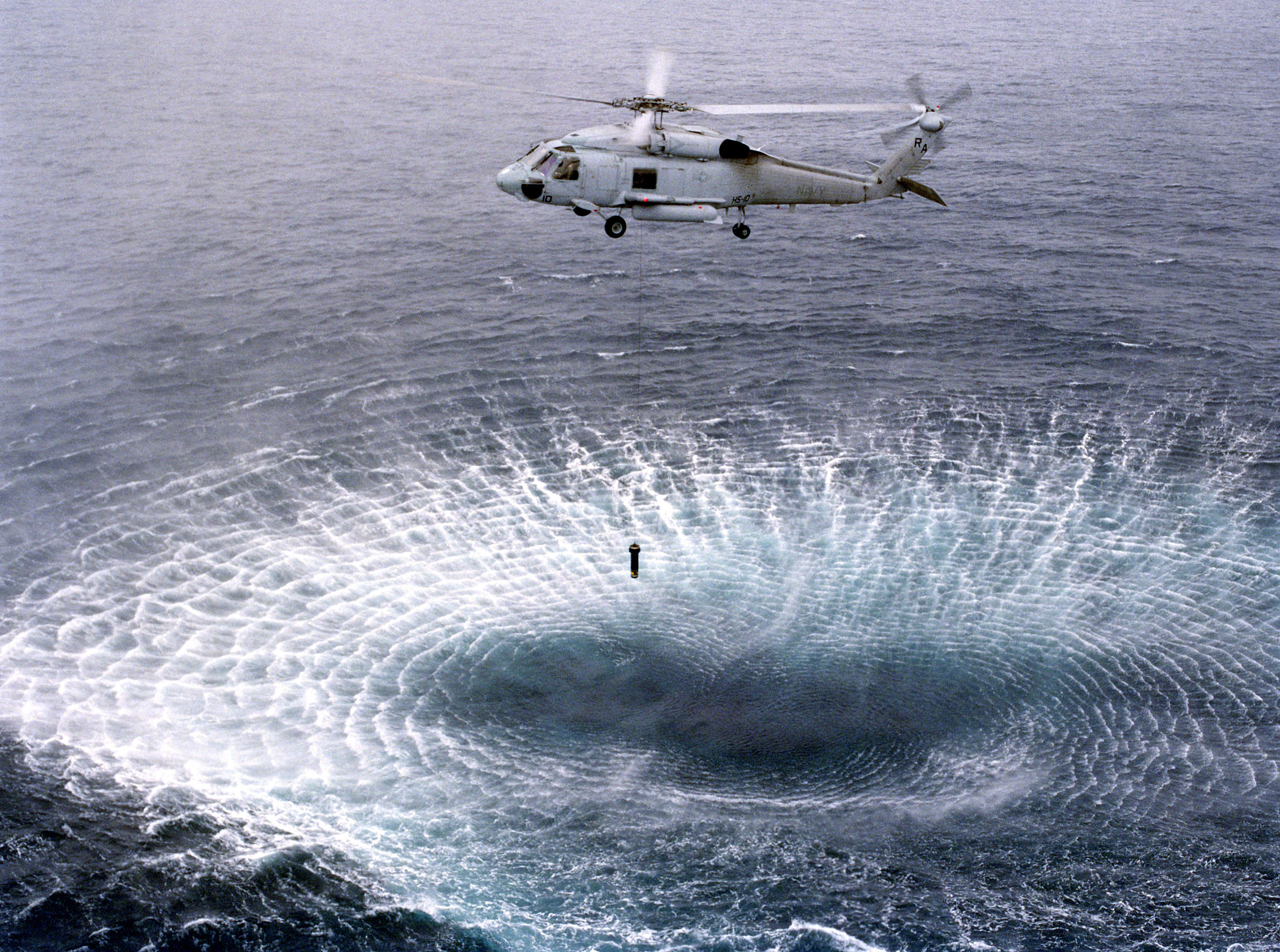
En dopphydrofon är det effektivaste sättet att spåra en ubåt från luften.
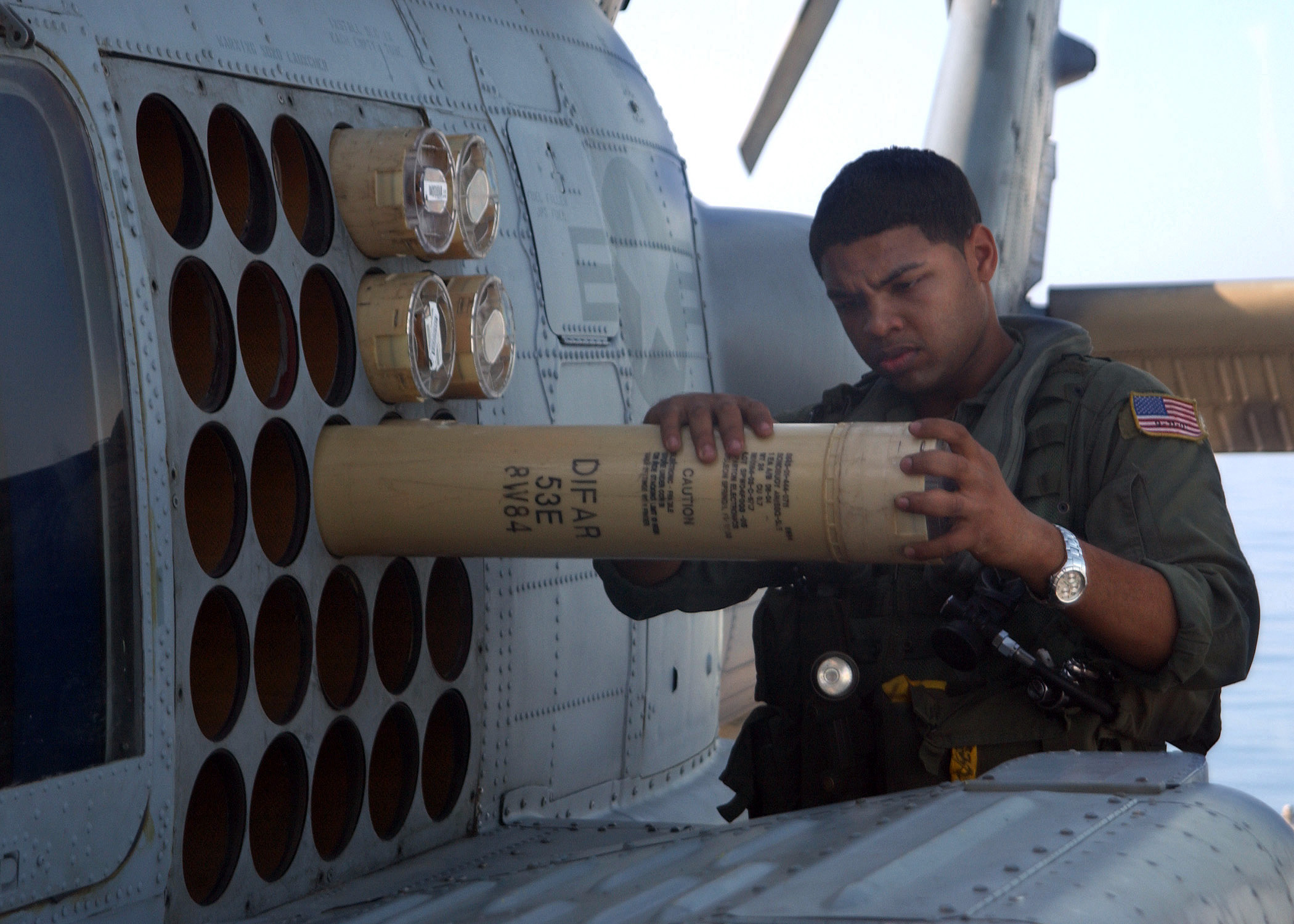
Hydrofonbojar är inte lika känsliga som dopphydrofoner, men de kan övervaka ett större område.
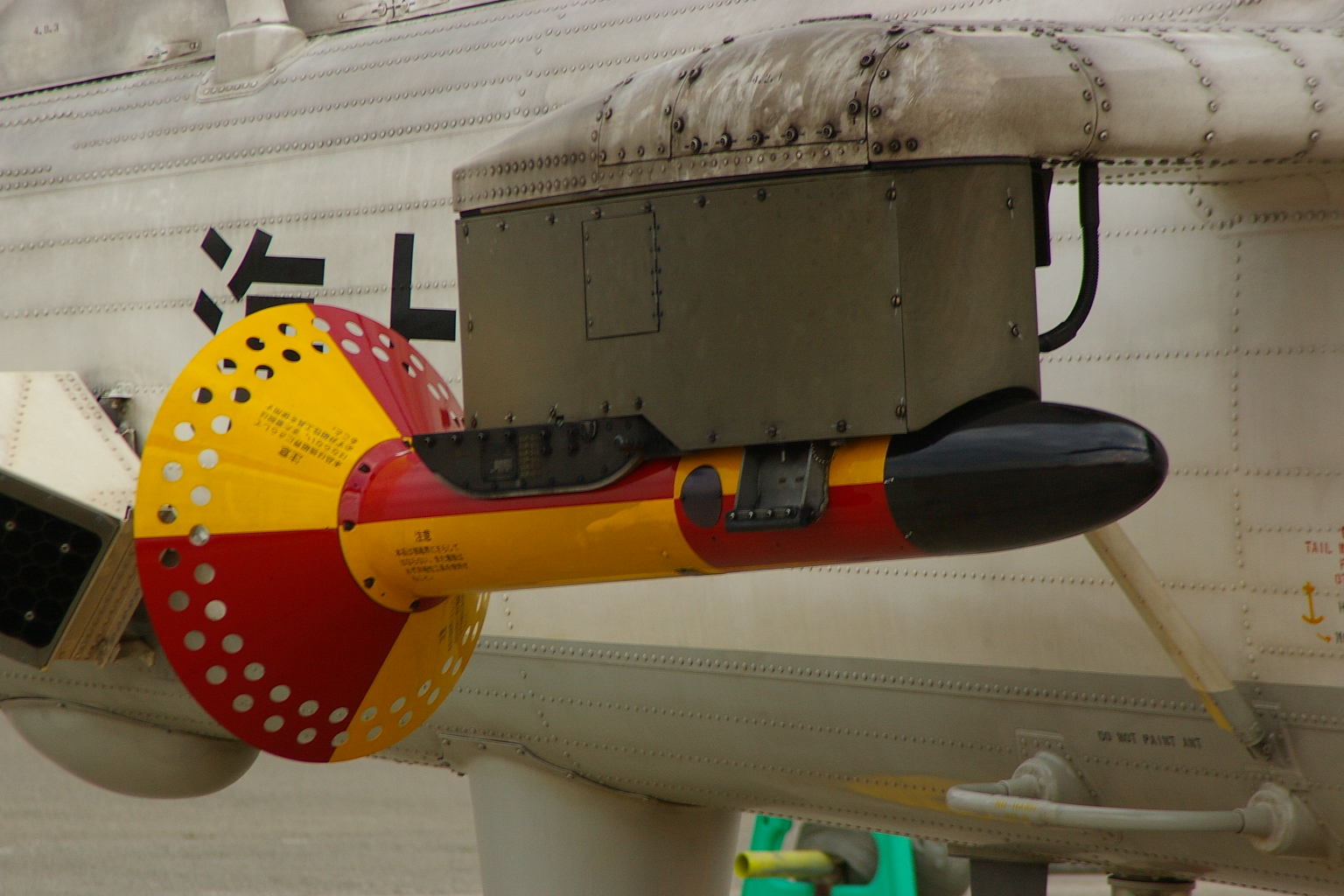
En magnetometer kan upptäcka magnetfältet runt ubåtar med stålskrov.